# Tour de France 1920
Il Tour de France 1920, quattordicesima edizione della Grande Boucle, si svolse in quindici tappe tra il 27 giugno e il 25 luglio 1920, per un percorso totale di 5 503 km. Fu vinto per la terza ed ultima volta (dopo le edizioni 1913 e 1914) dal belga Philippe Thys. Le tre vittorie di Thys rappresentano anche i tre podi da lui raccolti in carriera nella corsa a tappe francese.
Si trattò della quinta vittoria (peraltro consecutiva) di un corridore belga e della prima edizione in cui nessun ciclista francese andò sul podio.
Thys terminò in 228h36'13" davanti ai connazionali Hector Heusghem (per la prima volta sul podio come secondo classificato) e Firmin Lambot (terzo classificato e al secondo podio del Tour dopo la vittoria nell'edizione precedente).
Thys diventò il primo corridore della storia a vincere tre edizioni del Tour de France; il suo record verrà eguagliato dal francese Louison Bobet nel 1955 e poi battuto nel 1963 con quattro vittorie da un altro francese, il normanno Jacques Anquetil. La sospensione forzata del Tour dal 1915 al 1918 a causa della prima guerra mondiale aveva peraltro precluso al belga la possibilità di vincere altre edizioni.

## Tappe
| Tappa  | Data      | Percorso                      | km    | Vincitore di tappa | Leader cl. generale |
| ------ | --------- | ----------------------------- | ----- | ------------------ | ------------------- |
| 1ª     | 27 giugno | Parigi > Le Havre             | 388   | Louis Mottiat      | Louis Mottiat       |
| 2ª     | 29 giugno | Le Havre > Cherbourg          | 364   | Philippe Thys      | Philippe Thys       |
| 3ª     | 1º luglio | Cherbourg > Brest             | 405   | Henri Pélissier    | Philippe Thys       |
| 4ª     | 3 luglio  | Brest > Les Sables-d'Olonne   | 412   | Henri Pélissier    | Philippe Thys       |
| 5ª     | 5 luglio  | Les Sables-d'Olonne > Bayonne | 482   | Firmin Lambot      | Philippe Thys       |
| 6ª     | 7 luglio  | Bayonne > Luchon              | 326   | Firmin Lambot      | Philippe Thys       |
| 7ª     | 9 luglio  | Luchon > Perpignano           | 323   | Jean Rossius       | Philippe Thys       |
| 8ª     | 11 luglio | Perpignano > Aix-en-Provence  | 325   | Louis Heusghem     | Philippe Thys       |
| 9ª     | 13 luglio | Aix-en-Provence > Nizza       | 356   | Philippe Thys      | Philippe Thys       |
| 10ª    | 15 luglio | Nizza > Grenoble              | 333   | Hector Heusghem    | Philippe Thys       |
| 11ª    | 17 luglio | Grenoble > Gex                | 362   | Léon Scieur        | Philippe Thys       |
| 12ª    | 19 luglio | Gex > Strasburgo              | 354   | Philippe Thys      | Philippe Thys       |
| 13ª    | 21 luglio | Strasburgo > Metz             | 300   | Philippe Thys      | Philippe Thys       |
| 14ª    | 23 luglio | Metz > Dunkerque              | 433   | Félix Goethals     | Philippe Thys       |
| 15ª    | 25 luglio | Dunkerque > Parigi            | 340   | Jean Rossius       | Philippe Thys       |
| Totale | Totale    | Totale                        | 5 503 |                    |                     |

## Resoconto degli eventi
Al Tour de France 1920 parteciparono 113 corridori e 22 giunsero a Parigi. Con quattro vittorie di tappa su un totale di quindici frazioni, Philippe Thys fu anche il corridore che ottenne il maggior numero di successi parziali.
Philippe Thys dominò questa edizione della Grande Boucle, conquistando la maglia gialla al termine della seconda tappa e mantenendo il simbolo del primato fino all'arrivo di Parigi. Thys prenderà parte ad altri cinque Tour, ma senza successo: le tre volte in cui giunse sul podio di Parigi, fu sul gradino più alto.
Per la prima volta nella storia del Tour de France, nessun corridore di nazionalità francese riuscì a salire sul podio. Inoltre, per la prima volta, il podio di Parigi fu composto da corridori tutti appartenenti a una stessa nazione diversa da quella francese (il Belgio).

## Classifiche finali

### Classifica generale
| Pos. | Corridore         | Squadra | Tempo       |
| ---- | ----------------- | ------- | ----------- |
| 1    | Philippe Thys     | A       | 228h36'13"  |
| 2    | Hector Heusghem   | A       | a 57'21"    |
| 3    | Firmin Lambot     | A       | a 1h39'35"  |
| 4    | Léon Scieur       | A       | a 1h44'58"  |
| 5    | Émile Masson      | A       | a 2h56'52"  |
| 6    | Louis Heusghem    | A       | a 3h40'47"  |
| 7    | Jean Rossius      | A       | a 3h46'55"  |
| 8    | Honoré Barthélémy | A       | a 5h35'19"  |
| 9    | Félix Goethals    | A       | a 9h23'07"  |
| 10   | Joseph Vandaele   | A       | a 10h45'41" |